# El cazador con sus perros
El cazador con sus perros es un lienzo de la primera serie de cartones para tapices de Francisco de Goya, para el comedor de los Príncipes de Asturias en el Monasterio de El Escorial.
Entregada el 25 de mayo de 1775 a la Real Fábrica de Tapices de Santa Bárbara, estuvo guardada hasta 1869 en el sótano del Palacio Real de Madrid. Es entonces cuando Gregorio Cruzada Villaamil las descubre y envía al Museo del Prado. Permanece en la colección de este, manteniendo el número de catálogo 805 y exhibiéndose en la sala 90. 
Su corto formato indica que fue colgada como adorno en una ventana, un balcón, una sobrepuerta o hasta una rinconera.

## Análisis
Un cazador con escopeta gira hacia atrás y recoge la correa de sus dos perros. El escenario boscoso es apropiado para la caza, pasatiempo predilecto del príncipe Carlos.
El hombre luce bien integrado con la naturaleza y con el perro, al que pareciera incitar a la tarea cinegética. El sinuoso movimiento del árbol ayuda a la composición vertical, contrario a la estructura en pirámide de otros cuadros de la serie como Perros y útiles de caza.
Nuevamente se pone de manifiesto la influencia de Bayeu, específicamente en los detalles delicados y naturalistas. El paisaje, irreal y apenas visto en lontananza, es visto como un mero telón. Los colores y luces recuerdan al barroco italiano, cuyas obras maestras había contemplado el aragonés en su viaje a la península itálica en 1771.